# Aram Margarjan
Aram Margarjan (Markarjan) (arménsky Արամ Մարգարյան), (* 27. března 1974 v Jerevanu, Sovětský svaz) je bývalý sovětský a arménský zápasník – volnostylař. Jako úspěšný junior se v seniorské věkové kategorie dlouho neprosazoval. V roce 2002 se po sedmi letech objevil na mistrovství světa a nečekaně postoupil do finále, ve kterém podlehl Turku Harunu Doğanovi. Po Doğanově pozdější diskvalifikaci však dodatečně obdržel titul mistra světa, který mu vynesl korunu arménského sportovce roku 2002. Do olympijských her v Athénách v roce 2004 výkonnost neudržel. Na olympijských hrách nikdy nestartoval.